# میرا پوتکانن

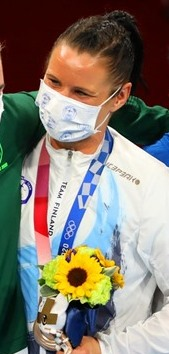
میرا پوتکانن - المپیک ۲۰۲۰

میرا پوتکانن (انگلیسی: Mira Potkonen؛ زادهٔ ۱۷ نوامبر ۱۹۸۰) یک بوکسور اهل فنلاند است. او توانست در المپیک ریو مدال برنز را بدست بیاورد.
وی در مسابقات کشوری و بین‌المللی در مجموع برندهٔ ۲ مدال برنز شده‌است.